# Koło życia (coaching)

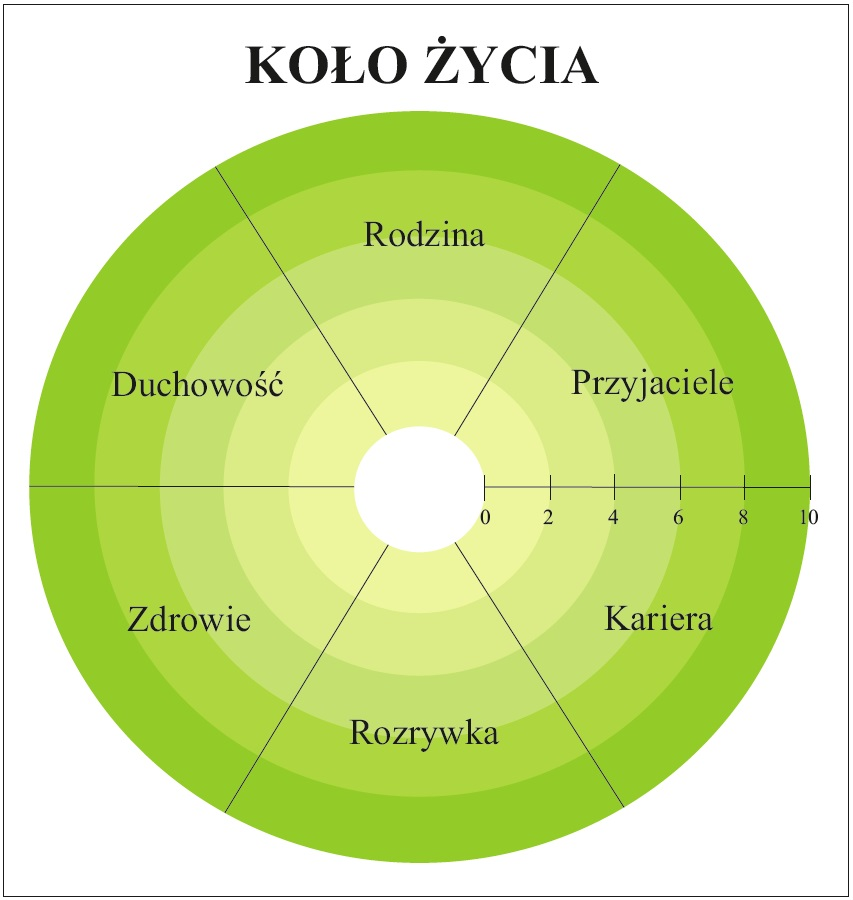
Koło życia

Koło życia – nazwa narzędzia coachingowego (testu) w postaci graficznego przedstawienia ważnych obszarów aktywności badanej osoby. 
Określone w ten sposób preferencje (poziom własnej satysfakcji) pozwala coachowi lub samej osobie zorientować się w osiągniętych postępach (zmianach). Test ten może być powtarzany wielokrotnie w z góry zaplanowanym czasie.
Test ten polega na określeniu sześciu lub ośmiu rozłożonych na kole obszarów aktywności, którymi mogą być, np. kariera, rodzina, przyjaciele, zdrowie, duchowość, rozrywka itp. a następnie zaznaczeniu na nim własnego priorytetu (poziomu satysfakcji - w umownej skali dziesięciu stopni - od niski do wysoki) w każdym z nich. 